# Luigi Gaetano Ceschina
Luigi Ceschina, detto Gaetano (Dizzasco, 15 agosto 1879 – Milano, 8 dicembre 1960), è stato un imprenditore italiano.
Fondatore di imprese industriali e immobiliari, attive nella fabbricazione e commercializzazione di prodotti di medicazione e materiale sanitario nonché nello sviluppo di Riccione e nella ricostruzione post-bellica di Milano.

## Biografia
Luigi Ceschina detto Gaetano nacque a Muronico, frazione del Comune di Dizzasco, nella Val d’Intelvi, in provincia di Como. A causa di difficoltà economiche, Gaetano ed il fratello maggiore Renzo dovettero abbandonare la famiglia ed il paese in cerca di lavoro. Gaetano fu assunto come fattorino presso la libreria Hoepli a Milano, dove il fratello già lavorava come commesso. Successivamente trovò nuovo lavoro, sempre come fattorino, presso la ditta Mazzetti & C., importatrice di materiali di medicazione. Qui ottenne il ruolo di commesso viaggiatore in Lombardia ed in seguito fu inviato a Bologna come rappresentante per tutta l’Emilia-Romagna.
Nel 1907, Gaetano ebbe l'intuizione di fabbricare in Italia il cotone idrofilo ed i suoi derivati sanitari. In questo settore, l’Italia importava quasi tutto dall’estero, specialmente dalla Germania. Fondò così la Società Anonima Sanitaria, grazie all’aiuto di due soci: l’italiano De Grandi, che seguì l’amministrazione, ed il tedesco Zingwauer, che organizzò la produzione. Lo stabilimento e gli uffici sorsero a Milano, in via Ciro Menotti 14. Sebbene all’inizio fu difficile superare la notorietà dei marchi esteri, la Società Anonima Sanitaria si impose come la più importante industria del settore in Italia, divenendo anche fornitrice del Regio Esercito.
Durante la prima guerra mondiale, la produzione fu militarizzata e sottoposta a ritmi intensi. La Sanitaria fornì all’esercito non solo materiale di medicazione, ma anche il fulmicotone per gli esplosivi e le maschere antigas. L’Italia non era pronta a difendersi dalla guerra chimica e la Sanitaria fu incaricata di studiare e costruire rapidamente migliaia di maschere. Per queste capacità innovative, alla fine del conflitto, l'Istituto di Scienze e Lettere di Milano gli consegnò  il "Premio Brambilla". Dallo Stato ricevette, come integrazione del compenso dovuto per le forniture di materiali, molti terreni fra Cesenatico e Cattolica, territori verso i quali indirizzò la sua azione imprenditoriale.
Nel primo dopoguerra, la Sanitaria seppe gestire la conversione da produzione bellica a industria di pace introducendo prodotti innovativi come il rayon e altre fibre tessili, e poi articoli in gomma e chirurgici. Gaetano investì i profitti di guerra e i risparmi nell'acquisto e nella costruzione di immobili lungo la costa adriatica.
Nel 1925 finanziò Renzo Ermes, suo fratello, per fondare l'omonima casa editrice Ceschina.
Nel 1926, a Riccione, rilevò e rimodernò il Teatro Sghedoni rinominandolo Teatro Dante, che divenne il centro delle attività culturali e artistiche della città fino agli anni ’50, quando venne demolito. Nel 1928 edificò il Grand Hotel di Riccione, città a cui donò anche lo stadio. Negli anni successivi, estese la sua attività a Rimini e all'altra sponda dell’Adriatico. A Lussinpiccolo, nell'isola di Lussino, in Croazia, ristrutturò alberghi e ville che in seguito furono confiscate dal governo di Tito. Costituì a Venezia la Ditta Pauly e la Sameva: Società anonima mosaici e vetri artistici.
Nel 1932 fu nominato Cavaliere del Lavoro.
Durante la seconda guerra mondiale subì molte perdite: parecchi edifici di Rimini, Riccione e Milano vennero distrutti; lo stabilimento di via Menotti fu danneggiato. Fu anche colpito da due gravi lutti. A Muronico si spense il fratello Renzo e nel settembre 1945 il figlio Bruno, che perì durante la scalata al Campanile Cornici nel gruppo del Sassolungo. Gaetano, quindi, chiamò gli altri figli ad impegnarsi nella società e si dedicò alla ricostruzione della Milano post-bellica con un vasto programma immobiliare. Avviò allora una ristrutturazione del gruppo, fondendo le proprietà immobiliari con le attività della Sanitaria e costituendo in tal modo una nuova società: la Sanitaria Ceschina & C. S.p.A. Di lui si ricordano anche le opere di beneficenza. Tra le tante, le numerose donazioni ai "Martinitt", gli orfani di Milano.

## Vita privata
Il 21 marzo 1903 sposò Bianca Zoccola a Milano da cui ebbe cinque figli: quattro maschi (Dante, Riccardo, Bruno e Mario) e una femmina, che visse pochi giorni.